# Chefferie supérieure du canton Bassa
La chefferie supérieure du canton Bassa est une institution traditionnelle au Cameroun qui couvre administrativement les arrondissements de Douala III (chef-lieu : Logbaba) et Douala V (chef-lieu : Kotto) englobant les 23 villages et tous administrés sous la tutelle d’une chefferie supérieure de 1er degré située à Ndogbong.

## Géographie
La chefferie supérieure du Canton Bassa est située dans les arrondissements de Douala III et Douala V, dans le département Wouri de la région du Littoral. Ce groupement est classé au 1er degré par l'Arrêté n°019/CAB/PM du 07 février 1981 déterminant les groupements traditionnelles de 1er degré au Cameroun.
Le canton Bassa est limité géographiquement: au Nord par le village Ndokama et le fleuve Dibamba, au Sud par la rivière Mboppi, à l’Est par les berges du Wouri et de la  Dibamba, à l’Ouest par la chefferie supérieure du canton Deido.

## Histoire
Au début de l'histoire des Bassa du Wouri, la notion de Chefferie supérieure était inexistante. Les hommes étaient regroupés par famille et chaque famille vivait sur ses terres. Avec l'arrivée de l'administration coloniale, on imposa des regroupements élargis.
Ainsi, plusieurs familles (en l'occurrence 3) se sont retrouvées sur les terres de ce qui est appelé aujourd'hui Ndogbong.

## Les souverains successifs
La chefferie supérieure du Canton Bassa a connu principalement 4 chefs après le décès de sa majesté Njoh Lemb (1919 - 1934). Il s'agit de Isaac Moussongo (1934 - 1941), Henri Moussongo (1943 - 1964), Conrad Mbody (1967 - 2003), Gaston Mbody Epee (depuis 2008).
| N° | Période   | Nom et prénoms    | Village  |
| 5  | 2008-     | Gaston Mbody Epée | Ndogbong |
| 4  | 1967-2003 | Conrad Mbody      | Ndogbong |
| 3  | 1943-1964 | Henri Moussongo   | Ndogbong |
| 2  | 1934-1941 | Isaac Moussongo   | Makepe   |
| 1  | 1919-1934 | Njoh Lembe        | Ndogbong |

## Les villages du canton Bassa
Beedi ; Bonadiwotto ; Bonanloka ; Kotto ; Lendi ; Logbaba ; Logbessou ; Logpom ; Makepe 1 ; Makepe 2 et 3 ; Malangue ; Ndogbati ; Ndogbong ; Ndoghem 1 ; Ndoghem 2 ; Ndogmbe 1 ; Ndogmbe 2 ; Ndogpassi ; Ndokoti ; Ndogsimbi ; Ngoma ; Ngombe ; Nyalla